# Desportivo Recreativo da Cuca
Der Desportivo Recreativo da Cuca BGI, häufig nur Desportivo Cuca oder  auch Cuca BGI, ist ein Fußballverein aus der angolanischen Stadt Malanje. Es ist die Werkself der Brauerei Cuca BGI, der bekanntesten Biermarke Angolas.
Seine Heimspiele trägt der Klub im Estádio 1º de Maio aus, das 3.500 Zuschauern Platz bietet.
Er spielte meist in der zweiten Liga, dem Gira Angola. 1988 gelang ihm der Aufstieg in die erste Liga, dem Girabola. Nach der Saison 1991 stieg er wieder in die zweite Liga ab. Am 13. Februar 1993 gab der Klub die Aufgabe seiner Profi-Fußballmannschaft bekannt. Nach einem kurzen Gastspiel in der zweiten Liga 2005 nimmt der Klub nicht mehr am Profifußball Angolas teil.